# Deogratias
Deogratias (Cartagine, V secolo – Cartagine, fine del 457/inizi del 458) è stato un vescovo berbero, vescovo di Cartagine poco dopo la metà del V secolo.
È venerato come santo dalla Chiesa cattolica che lo ricorda nel Martirologio romano il 5 gennaio con queste parole: A Cartagine, nell'odierna Tunisia, san Deogratias, vescovo, che riscattò moltissimi prigionieri condotti via da Roma dai Vandali, raccogliendoli in due grandi basiliche allestite con letti e stuoie.

## Biografia
Le poche notizie certe sulla vita di san Deogratias sono contenute nella Historia persecutionis Africanae Provinciae, temporibus Geiserici et Hunirici regum Wandalorum di Vittore di Vita.
Restata a lungo vacante a causa dell'esilio di Quodvultdeus, la sede di Cartagine fu ristabilita, dopo le pressioni dell'imperatore Valentiniano III, dal re vandalo Genserico, che permise la consacrazione di un nuovo vescovo dopo la morte di Quodvultdeus. Secondo Vittore di Vita, Deogratias venne consacrato la domenica 24 ottobre 454 nella basilica di Fausto a Cartagine.
Lo stesso Vittore di Vita ricorda che, dopo la presa di Roma da parte di Genserico, molti furono i prigionieri deportati a Cartagine. Fu lo stesso Deogratias a prendersi cura di loro: impedì la separazione dei familiari tramite il loro riscatto ottenuto con la vendita dei vasi sacri d'oro e d'argento; donò a molti di loro asilo all'interno di due basiliche cartaginesi, quella di Fausto e quella chiamata basilica novarum; si dedicò alla cura dei malati, malgrado la sua avanzata età.
Infine Vittore di Vita ricorda che Deogratias morì dopo tre anni di episcopato, e che, dopo la sua morte, fu subito venerato come santo dai fedeli. Deogratias morì verso la fine del 457 o agli inizi dell'anno successivo. Infatti un antico Calendario cartaginese pone la sua depositio il 5 gennaio, presumibilmente del 458.
Poiché il nome Deogratias è molto raro nell'Africa romana, Mandouze non esclude che il diacono e il presbitero Deogratias, documentati in 4 occasioni negli scritti di Agostino d'Ippona, si riferiscano al vescovo di Cartagine in un'epoca precedente la sua consacrazione episcopale:
- in un periodo compreso tra dicembre 404 e giugno 411, il diacono cartaginese Deogratias si rivolse a sant'Agostino chiedendogli consigli sul metodo da utilizzare nella catechesi; in risposta a questa richiesta di Deogratias, il vescovo di Ippona scrisse il De catechizandis rudibus;[8]
- in un'epoca imprecisata, ma probabilmente prima di giugno 411, sant'Agostino scrisse una lettera al diacono Restituto di Cartagine, dove è fatta menzione di un frater Deogratias; i due, Restituto e Deogratias, si erano rivolti al santo per manifestare le proprie preoccupazioni circa l'unità della Chiesa;[9]
- in un'epoca anteriore al 405/411, il prete cartaginese Deogratias trasmise a sant'Agostino sei questioni relative alla Bibbia sottoposte da un comune amico pagano; il santo di Ippona rispose con l'opera intitolata Sex quaestiones contra paganos expositae;[10]
- infine, verso il 419, il prete Deogratias, assieme ad altri tre chierici, chiese a sant'Agostino delucidazioni sulla natura dello Spirito Santo; il santo rispose con una lettera nella quale invita gli interlocutori a leggere il De Trinitate di prossima pubblicazione.[11]